# Lark Voorhies
Lark Voorhies, född Lark Holloway den 25 mars 1974 i Nashville är en amerikansk skådespelare, sångare och fotomodell. Hon är mest känd for att ha spelad Lisa Turtle i serien Pang i plugget.